# 1905 w muzyce
Wydarzenia muzyczne w 1905 roku.

## Urodzili się
- 2 stycznia
  - Jerzy Stefan, polski skrzypek, dyrygent, pedagog muzyczny (zm. 1961)
  - sir Michael Tippett, angielski kompozytor (zm. 1998)
- 8 stycznia – Giacinto Scelsi, włoski kompozytor i poeta (zm. 1988)
- 11 stycznia – Helena Bartošová-Schützová, słowacka śpiewaczka operowa pochodzenia czesko-węgierskiego (sopran) (zm. 1981)
- 12 stycznia – Tex Ritter, amerykański pieśniarz i kompozytor country (zm. 1974)
- 16 stycznia – Ernesto Halffter, hiszpański kompozytor (zm. 1989)
- 17 stycznia
  - Sierafim Miłowski, radziecki dyrygent chóralny, kompozytor, muzykolog, krytyk muzyczny i pisarz (zm. 1982)
  - Eduard Oja, estoński kompozytor, dyrygent, skrzypek i pedagog (zm. 1950)
- 22 stycznia – Czesław Aniołkiewicz, polski pedagog, pianista i kompozytor (zm. 1973)
- 24 stycznia
  - Karol Mroszczyk, polski kompozytor, dyrygent, skrzypek i pedagog (zm. 1976)
  - Elena Nicolai, bułgarska śpiewaczka (mezzosopran) (zm. 1993)
- 30 stycznia – Jerzy Koszutski, polski muzyk, sportowiec (zm. 1960)
- 31 stycznia – Edward Ciuksza, polski mandolinista (zm. 1970)
- 15 lutego – Harold Arlen, amerykański kompozytor muzyki popularnej (zm. 1986)
- 2 marca
  - Marc Blitzstein, amerykański kompozytor i autor sztuk teatralnych (zm. 1964)
  - Kamilla Wardzichowska, polska pianistka, pedagog (zm. 1966)
- 8 marca – Stanisława Nowicka, polska śpiewaczka, aktorka filmowa, teatralna i tancerka kabaretowa (zm. 1990)
- 21 marca – Hilde Konetzni, austriacka śpiewaczka operowa (sopran) (zm. 1980)
- 23 marca – Lale Andersen, niemiecka piosenkarka kabaretowa, autorka tekstów (zm. 1972)
- 26 marca – André Cluytens, francuski dyrygent pochodzenia belgijskiego (zm. 1967)
- 27 marca – Leroy Carr, amerykański muzyk bluesowy i jazzowy; pianista, wokalista, kompozytor (zm. 1935)
- 5 kwietnia – Jef Maes, belgijski kompozytor (zm. 1996)
- 28 kwietnia – Adam Zbigniew Liebhart, polski muzykolog (zm. 1976)
- 5 maja – Maria Caniglia, włoska śpiewaczka operowa (sopran) (zm. 1979)
- 6 maja – Wiktor Osiecki, polski pianista i kompozytor, kierownik muzyczny warszawskich teatrów (zm. 1977)
- 18 maja
  - Theodor Berger, austriacki kompozytor (zm. 1992)
  - Włodzimierz Ormicki, polski dyrygent i kompozytor (zm. 1974)
- 5 czerwca – György Deák-Bárdos, węgierski kompozytor i chórmistrz (zm. 1991)
- 9 czerwca – Walter Kraft, niemiecki kompozytor i organista (zm. 1977)
- 13 czerwca – Doc Cheatham, amerykański trębacz jazzowy (zm. 1997)
- 18 czerwca – Eduard Tubin, estoński kompozytor i dyrygent (zm. 1982)
- 19 czerwca – Taneli Kuusisto, fiński kompozytor, dyrygent i pedagog (zm. 1988)
- 22 czerwca – Walter Leigh, angielski kompozytor muzyki klasycznej (zm. 1942)
- 10 lipca – Ivie Anderson, amerykańska piosenkarka jazzowa (zm. 1949)
- 15 lipca – Tadeusz Wawrzynowicz, polski skrzypek, pedagog, działacz muzyczny (zm. 1985)
- 19 lipca
  - Louis Kentner, węgiersko-brytyjski pianista (zm. 1987)
  - Boyd Neel, angielski dyrygent (zm. 1981)
- 22 lipca – Boris Aleksandrow, rosyjski dyrygent i kompozytor (zm. 1994)
- 23 lipca – Erich Itor Kahn, niemiecki kompozytor i pianista pochodzenia żydowskiego (zm. 1956)
- 2 sierpnia – Karl Amadeus Hartmann, niemiecki muzyk i kompozytor (zm. 1963)
- 20 sierpnia – Jack Teagarden, amerykański puzonista i wokalista jazzowy (zm. 1964)
- 23 sierpnia – Constant Lambert, brytyjski kompozytor, dyrygent i pisarz muzyczny (zm. 1951)
- 25 sierpnia – Abram Lufer, rosyjski pianista i pedagog pochodzenia ukraińskiego (zm. 1948)
- 29 sierpnia – Adam Wysocki, polski piosenkarz i aktor estradowy (zm. 1978)
- 9 września – Vytautas Bacevičius, litewski kompozytor i pianista (zm. 1970)
- 15 września – Michał Zieliński, polski podoficer piechoty Wojska Polskiego, muzyk, wykładowca i poeta; autor piosenki „Serce w plecaku” (zm. 1972)
- 10 października
  - Jane Winton, amerykańska aktorka filmów niemych, tancerka i śpiewaczka operowa (zm. 1959)
  - Dag Wirén, szwedzki kompozytor (zm. 1986)
- 22 października – Joseph Kosma, francuski kompozytor, pochodzenia węgierskiego (zm. 1969)
- 25 października – Feliks Szczepański, polski aktor teatralny i filmowy, śpiewak (tenor) (zm. 1978)
- 7 listopada – William Alwyn, angielski kompozytor, flecista (zm. 1985)
- 10 listopada – Mieczysław Mierzejewski, polski kompozytor i dyrygent (zm. 1998)
- 12 listopada – Jewgienij Brusiłowski, rosyjski kompozytor i pedagog osiadły w Kazachstanie (zm. 1981)
- 15 listopada – Mantovani, brytyjski dyrygent i kompozytor pochodzenia włoskiego (zm. 1980)
- 19 listopada – Tommy Dorsey, amerykański puzonista, kompozytor i kierownik orkiestry jazzowej, brat Jimmy’ego Dorseya (zm. 1956)
- 24 listopada – Harry Barris, amerykański piosenkarz jazzowy, pianista i autor tekstów (zm. 1962)
- 2 grudnia
  - Moses Asch, założyciel niezależnej firmy nagraniowej Folkways Records (zm. 1986)
  - Osvaldo Pedro Pugliese, argentyński muzyk tanga argentyńskiego (zm. 1995)
- 8 grudnia – Ernst Hermann Meyer, niemiecki kompozytor i muzykolog (zm. 1988)
- 15 grudnia – Ferenc Farkas, węgierski kompozytor (zm. 2000)
- 31 grudnia – Jule Styne, amerykański kompozytor muzyki rozrywkowej (zm. 1994)

## Zmarli
- 4 stycznia – Theodore Thomas, amerykański skrzypek i dyrygent pochodzenia niemieckiego (ur. 1835)
- 10 lutego – Ignacy Krzyżanowski, polski pianista i kompozytor (ur. 1826)
- 15 kwietnia – Florentyna Golańska, polska aktorka teatralna i śpiewaczka operetkowa (ur. 1863)
- 18 kwietnia – Enoch Sontonga, południowoafrykański nauczyciel, twórca pieśni „Nkosi Sikelel’ iAfrika” (ur. 1873)
- 29 kwietnia – Ignacio Cervantes, kubański pianista i kompozytor (ur. 1847)
- 5 maja – Ernst Pauer, austriacki pianista, kompozytor i pedagog (ur. 1826)
- 15 maja – Adolf Schulz-Evler, polski pianista i kompozytor (ur. 1852 lub 1854)
- 31 maja – Franz Strauss, niemiecki kompozytor, ojciec Richarda (ur. 1822)
- 31 sierpnia – Francesco Tamagno, włoski śpiewak operowy, tenor (ur. 1850)
- 22 września – Célestine Galli-Marié, francuska śpiewaczka (mezzosopran) (ur. 1837)
- 23 grudnia – Georg Wolkenhauer, niemiecki przedsiębiorca, producent fortepianów (zm. 1835)